# Charancy
Charancy (ros. Харанцы) – wieś (dieriewnia) w Rosji, w obwodzie irkuckim, w rejonie olchońskim, na wyspie Olchon. W 2010 liczyła 97 mieszkańców.